# José Antonio de Yturriaga Barberán
José Antonio de Yturriaga Barberán (* 12. Oktober 1936 in Granada) ist ein spanischer Diplomat.

## Ausbildung und beruflicher Werdegang
Das Studium der Rechtswissenschaften an der Universität Sevilla schloss Barberán 1958 ab. 1961 erhielt er einen Lehrauftrag für Völkerrecht an der Universität Complutense Madrid, den er bis 1965 wahrnahm. Im selben Jahr wurde er dort mit einer Arbeit zur Rolle der Vereinten Nationen bei der Dekolonisation zum Doktor der Rechte promoviert. 1963 trat er in den diplomatischen Dienst seines Heimatlandes ein. Im Rahmen dieser Tätigkeit war er zwischen 1965 und 1967 an der spanischen Botschaft in Monrovia tätig. Hieran schloss sich ein Engagement als spanischer Konsul in Düsseldorf an, bevor er 1970 nach Spanien zurückkehrte. Dort hatte er einen Posten im Innenministerium inne. Zugleich lehrte er an der Universität Complutense Madrid und war in der Diplomatenausbildung aktiv. 1976 wechselte Barberán für ein Jahr als Kulturattaché an die Botschaft nach Lissabon, wurde dann aber wieder ins Außenministerium berufen und befasste sich dort vor allem mit Fragen des Luftfahrt- und des Seevölkerrechts. Zugleich war er als Berater des Umweltprogramms der Vereinten Nationen und von Intelsat tätig. Nach einer Gastprofessur an der Haager Akademie für Völkerrecht im Jahr 1978 übernahm Barberán 1981 die Leitung des diplomatischen Dienstes im Außenministerium. 1983 übernahm er kurzzeitig das Amt des Generalsekretärs im selben Ministerium, bevor er als Botschafter in den Irak wechselte. Nach weiteren Stationen in Irland, wiederum im Ministerium und als Ständiger Vertreter Spaniens bei den Vereinten Nationen in Wien war er Botschafter in Moskau und betreute von 1997 bis 1999 zugleich die Länder Armenien, Aserbaidschan, Belarus, Georgien, sowie Kasachstan, Kirgisistan, Tadschikistan, Turkmenistan und Usbekistan. Ab 2001 nahm Barberán die Funktion des Vertreters für Seerecht im Außenministerium wahr.

## Sonstiges
Als stellvertretender Leiter der spanischen Delegation nahm Barberán zwischen 1971 und 1982 an allen Sitzungen der UN-Seerechtskonferenz teil und war maßgeblich an der Ausarbeitung des spanischen Textes des Seerechtsübereinkommens beteiligt. Er wurde 2002 von der Regierung seines Heimatlandes als Kandidat für eine Richterstelle am Internationalen Seegerichtshof in Hamburg nominiert. Jedoch konnte er in keinem der drei Wahlgänge die nötige Anzahl von Stimmen auf sich vereinigen.

## Auszeichnungen
Barberán ist sowohl Kommandeur des Ordens Karls III. als auch des Ordens del Mérito Civil und des Ordens de Isabel la Católica. Für seine umfangreiche Tätigkeit im Bereich des Seerechts wurde ihm zudem das Großkreuz des Ordens für Verdienste zur See verliehen und er wurde als Ritter mit dem französischen Seeverdienstorden ausgezeichnet. Neben der Ehrendoktorwürde der Staatliche Linguistische Universität Moskau wurde Berberán von der russischen Regierung der Russische Orden des Heiligen Georg verliehen.

## Veröffentlichungen (Auswahl)
- Participación de la ONU en el proceso de descolonización. Consejo Superior de Investigaciones Cientificas, Inst. Francisco de Vitoria, Madrid 1967.
- Straits used for international navigation: a spanish perspective. Nijhoff, Dordrecht 1991, ISBN 0-7923-1141-8.
- The international regime of fisheries: from UNCLOS 1982 to the Presential Sea. Nijhoff, Den Haag 1993, ISBN 90-411-0365-1.
- Convención sobre la protección del patrimonio cultural subacuático. In: Zlata Drnas de Clément (Hrsg.): Estudios de derecho internacional: en homenaje al profesor Ernesto J. Rey Caro. Drnas-Lerner, Córdoba 2002, ISBN 950-528-057-2, Band 1, S. 451–467.
- The European Community and some problems of the law of the sea concerning fisheries. In: Rafael Casado Raigón (Hrsg.): L’ évolution et l’état actuel du droit international de la mer: mélanges de droit de la mer offerts à Daniel Vignes. Bruylant, Brüssel 2009, ISBN 978-2-8027-2791-0, S. 269–297.
- La descolonización del Sahara occidental. In: Anuario hispano-luso-americano de derecho internacional. 20, 2011, ISSN 0570-4316, S. 129–155.